# کلین بندیت
کلین باندیت (به انگلیسی: Clean Bandit) گروه موسیقی انگلیسی است.
این گروه موسیقی الکترونیک در کمبریج و در سال ۲۰۰۸ فعالیت خود را آغاز کردند

## همکاری‌ها
- شان پال
- آن ماری
- زارا لارسن
- دمی لواتو